# Contre-la-montre masculin des moins de 23 ans aux championnats du monde de cyclisme sur route 1998
Navigation
1997 1999
Le contre-la-montre masculin des moins de 23 ans aux championnats du monde de cyclisme sur route 1998 a eu lieu le 6 octobre 1998 dans la  province de Limbourg aux Pays-Bas. Il a été remporté par le Norvégien Thor Hushovd, devant le Français Frédéric Finot et l'Italien Gianmario Ortenzi.

## Classement
|                                    | Coureur                | Pays               |    | Temps         |
| ---------------------------------- | ---------------------- | ------------------ | -- | ------------- |
| Médaille d'or, Coupe du Monde      | Thor Hushovd           | Norvège            | en | 43 min 20 s   |
| Médaille d'argent, Coupe du Monde  | Frédéric Finot         | France             | +  | 03 s 51       |
| Médaille de bronze, Coupe du Monde | Gianmario Ortenzi      | Italie             |    | 10 s 64       |
| 4                                  | David George           | Afrique du Sud     |    | 16 s 82       |
| 5                                  | László Bodrogi         | Hongrie            |    | 21 s 00       |
| 6                                  | Sébastien Wolski       | Pologne            |    | 34 s 38       |
| 7                                  | Raimondas Vilčinskas   | Lituanie           |    | 48 s 96       |
| 8                                  | Denis Bondarenko       | Russie             |    | 51 s 06       |
| 9                                  | Cadel Evans            | Australie          |    | 53 s 05       |
| 10                                 | Florian Wiesinger      | Autriche           |    | 57 s 43       |
| 11                                 | David Zabriskie        | États-Unis         |    | 1 min 00 s 44 |
| 12                                 | Marco Pinotti          | Italie             |    | 1 min 06 s 64 |
| 13                                 | Oleg Joukov            | Russie             |    | 1 min 11 s 30 |
| 14                                 | Ondrej Slobodnik       | Slovaquie          |    | 1 min 16 s 37 |
| 15                                 | Stephan Schreck        | Allemagne          |    | 1 min 17 s 00 |
| 16                                 | Martin Cotar           | Croatie            |    | 1 min 18 s 01 |
| 17                                 | Thorsten Rund          | Allemagne          |    | 1 min 20 s 00 |
| 18                                 | Geoffrey Demeyere      | Belgique           |    | 1 min 20 s 11 |
| 19                                 | Brent Aucutt           | États-Unis         |    | 1 min 20 s 14 |
| 20                                 | Mathew Hayman          | Australie          |    | 1 min 21 s 42 |
| 21                                 | Marcel Duijn           | Pays-Bas           |    | 1 min 30 s 05 |
| 22                                 | Marlon Pérez           | Colombie           |    | 1 min 34 s 12 |
| 23                                 | Sandro Güttinger       | Suisse             |    | 1 min 43 s 20 |
| 24                                 | Florent Brard          | France             |    | 1 min 45 s 16 |
| 25                                 | Christian Poos         | Luxembourg         |    | 1 min 49 s 09 |
| 26                                 | Dmitriy Fofonov        | Kazakhstan         |    | 1 min 50 s 81 |
| 27                                 | Robert Hunter          | Afrique du Sud     |    | 2 min 03 s 66 |
| 28                                 | Unai Uriarte           | Espagne            |    | 2 min 04 s 75 |
| 29                                 | Ángel Sainz de la Maza | Espagne            |    | 2 min 05 s 11 |
| 30                                 | Jochen Summer          | Autriche           |    | 2 min 19 s 35 |
| 31                                 | Sergueï Yakovlev       | Kazakhstan         |    | 2 min 19 s 47 |
| 32                                 | Marius Sabaliauskas    | Lituanie           |    | 2 min 19 s 96 |
| 33                                 | Csaba Szekeres         | Hongrie            |    | 2 min 21 s 02 |
| 34                                 | Sebastien Mattozza     | Belgique           |    | 2 min 22 s 73 |
| 35                                 | Benoît Joachim         | Luxembourg         |    | 2 min 31 s 90 |
| 36                                 | Matej Stare            | Slovénie           |    | 2 min 34 s 85 |
| 37                                 | Mikael Wranquist       | Suède              |    | 2 min 38 s 97 |
| 38                                 | Serguei Avdeev         | Ukraine            |    | 2 min 43 s 33 |
| 39                                 | Coen Boerman           | Pays-Bas           |    | 2 min 43 s 62 |
| 40                                 | Manuel Ribeiro         | Portugal           |    | 2 min 45 s 70 |
| 41                                 | Kristoffer Ingeby      | Suède              |    | 2 min 52 s 32 |
| 42                                 | Warren Clark           | Nouvelle-Zélande   |    | 2 min 55 s 10 |
| 43                                 | Yuriy Krivtsov         | Ukraine            |    | 3 min 13 s 74 |
| 44                                 | Luis Castaneda         | Colombie           |    | 3 min 15 s 55 |
| 45                                 | Michal Prusa           | Tchéquie           |    | 3 min 16 s 86 |
| 46                                 | Matt Bottrill          | Grande-Bretagne    |    | 3 min 25 s 99 |
| 47                                 | Pavel Zugaj            | Pologne            |    | 3 min 43 s 96 |
| 48                                 | Nic Hutchings          | Grande-Bretagne    |    | 3 min 56 s 97 |
| 49                                 | Sergei Krushevskiy     | Ouzbékistan        |    | 3 min 57 s 93 |
| 50                                 | Oskari Kargu           | Estonie            |    | 4 min 14 s 98 |
| 51                                 | Radoslav Rogina        | Croatie            |    | 4 min 20 s 97 |
| 52                                 | Damir Iratov           | Ouzbékistan        |    | 4 min 24 s 44 |
| 53                                 | Nobuo Tamaki           | Japon              |    | 4 min 26 s 88 |
| 54                                 | Alexandre Choupikov    | Biélorussie        |    | 4 min 29 s 50 |
| 55                                 | Panagiotis Lekkas      | Grèce              |    | 4 min 51 s 02 |
| 56                                 | Martin Rys             | Tchéquie           |    | 4 min 51 s 69 |
| 57                                 | Pascal Choquette       | Canada             |    | 5 min 04 s 82 |
| 58                                 | Schusaku Takahashi     | Japon              |    | 5 min 26 s 84 |
| 59                                 | Markku Ainsalu         | Estonie            |    | 5 min 32 s 21 |
| 60                                 | Gareth Barry           | Zimbabwe           |    | 5 min 45 s 57 |
| 61                                 | Khaled Awaad           | Égypte             |    | 7 min 01 s 08 |
| 62                                 | Mohamed Kholafy        | Égypte             |    | 7 min 39 s 97 |
| 63                                 | Samir Kovacevic        | Bosnie-Herzégovine |    | 8 min 30 s 08 |